# Amélie Nothomb
Amélie Nothomb, pseudònim de Fabienne Claire Nothomb (Etterbeek, 9 de juliol de 1966), és una escriptora belga en llengua francesa.
El fet que el seu pare fos ambaixador de Bèlgica va fer que durant tota la seva infantesa i adolescència visqués en diversos països: Japó, Xina, Estats Units, Laos, Birmània i Bangladesh. Als 17 anys s'instal·là per primera vegada a Europa, i estudià filologia romànica a la Universitat Lliure de Brussel·les. El fet de provenir d'una influent família política de caràcter catòlic i dretà li va fer difícil la integració. A part d'un període a Tòquio (episodi que donà origen a Estupor i tremolors i -més tard- a Ni d'Eva ni d'Adam), ha viscut a Brussel·les d'aleshores ençà.
Des de 1992 publica una novel·la cada any (tot i escriure'n, segons declaracions de la mateixa Nothomb, tres cada any, fruit d'almenys quatre hores diàries dedicades a l'escriptura).
Els seus relats es caracteritzen per una fascinació pel contrast entre la lletjor i la beutat, el vocabulari precís i (sovint) els trets autobiogràfics.

## Biografia
Nothomb neix en el si d'una família de la noblesa belga; diversos dels seus avantpassats han il·lustrat la vida política i cultural del país. La família és catòlica d'origen i els seus centres d'interès són la política i la literatura. Acompanya en els seus desplaçaments el seu pare Patrick Nothomb, diplomàtic, que, poc després del naixement de la seva filla, serveix com cònsol general a Osaka, al Japó abans d'anar a Pequín, a Nova York i a Àsia Sud-oriental (Laos, Bangladesh, Birmània).
De tornada a Bèlgica amb disset anys, necessita un període de descoberta i d'adaptació a la realitat occidental Acaba humanitats a l'Institut de les Fidels companyes de Jesús (Montjoie) a Uccle per a continuació començar un primer any universitari en dret. Després d'una lectura del filòleg, filòsof i poeta Friedrich Nietzsche i un estudi de la intransitivitat de Georges Bernanos, Amélie Nothomb obté una llicenciatura en filologia romànica a la Universitat Lliure de Brussel·les, i considera la carrera d'ensenyant, passant i obtenint un agregat.
Acabats els seus estudis, una primera tornada al Japó (on el seu pare ha estat nomenat ambaixador de Bèlgica a Tòquio), amb ocasió de la qual fa un curset d'intèrpret en una empresa japonesa, que li proporciona la matèria de dues novel·les, Stupeur et Tremblements i Ni d'Ève ni d'Adam.

## Carrera
L'any 1992, amb la publicació de la seva novel·la Higiene de l'assassí, comença la seva carrera oficial d'escriptora. Publica des d'aleshores de manera regular un llibre cada any a les edicions Albin Michel i reparteix el seu temps entre París i Brussel·les. La seva producció cobreix textos de contingut autobiogràfic i relats més de ficció així com una peça de teatre. Escriu des dels 17 anys i metafòricament, diu que està embarassada de les seves novel·les i s'autodefineix com a «grafòmana», consagrant cada dia almenys quatre hores a l'escriptura.

En una entrevista de 2004 publicada a La Libre Belgique, menciona escriure a prop de quatre novel·les per any per no publicar-ne que una, i no desitjar que siguin publicats els altres manuscrits: 
| « | La gran majoria [d'aquests manuscrits] romandran en caixes i no sortiran. M'ocuparé prou de protegir-me d'això | » |

.
Alguns dels seus escrits han estat traduïts a més de quaranta llengües arreu del món.

Present en programes d'educació secundària a Bèlgica, Quebec o França, així com en mitjans de comunicació francesos i estrangers, diaris, entrevistes, ràdios, televisions, signatures, sovint amb barret, vestida de fosc, s'adreça i respon al públic i a un lectorat heterogeni, és adulada o criticada, fins i tot gelosament, però continua la seva carrera: 
| « | Sóc el que puc ser. No controlo el que sóc, i molt menys les mirades que em plantegen els altres sobre mi | » |

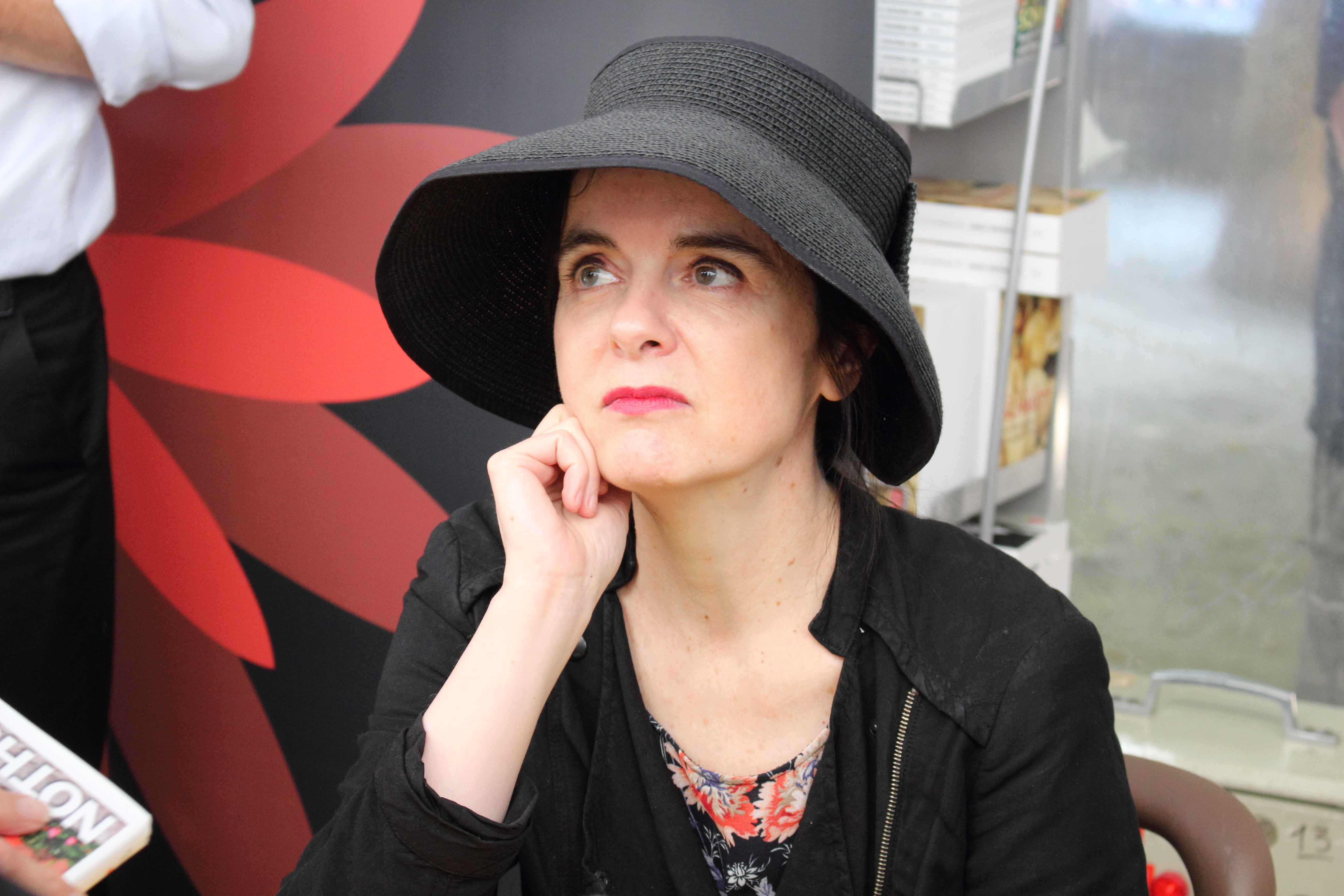
Amélie Nothomb l'any 2015

Després del Terratrèmol i tsunami del Japó del 2011 a la costa del Tohoku del Pacífic, publica el 22 juny de juny aquell mateix any, Blueberries, una nova incorporació a la reedició de Stupor i Trembling. Els beneficis d'aquesta excepcional edició es donen a Metges del Món al Japó.
El 2012, amb motiu d'un informe signat per Laureline Amanieux per a la sèrie Empreintes emesa el France 5, va tornar al Japó. La filmació d'aquest documental formarà part de la seva novel·la La Nostalgie heureux.
També el 2012, va presidir la 34 edició del Llibre a Nancy, el primer saló literari de la tardor. I el novembre de 2018, va ser convidada d'honor a Radio France.

### Compromisos i vida privada
El 3 d'octubre de 2013, Amélie Nothomb es converteix en presidenta honoraria de CRAC Europa, el "Comitè Radical Anticorrida".
És simpatitzant, però no militant, del moviment Chiennes de garde contra el sexisme.
A finals del 2017 o principis del 2018, segons el lloc web valorsactuelles.com, pressiona el seu editor, Albin Michel, perquè no publiqui les memòries de Jean-Marie Le Pen.
La seva germana petita, Juliette Nothomb, de la qual és molt propera, és igualment autora, de novel·les per a nens, i cronista literària i culinària.